# Balón de Oro 1985

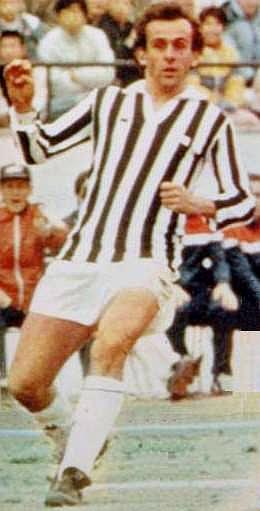
Michel Platini.

La edición de 1985 del Balón de Oro, 30.ª edición del premio de fútbol creado por la revista francesa France Football, fue ganada por el francés Michel Platini (Juventus).
El jurado estuvo compuesto por 26 periodistas especializados, de cada una de las siguientes asociaciones miembros de la UEFA: Alemania Occidental, Alemania Oriental, Austria, Bélgica, Bulgaria, Checoslovaquia, Dinamarca, Escocia, España, Finlandia, Francia, Grecia, Hungría, Inglaterra, Irlanda, Italia, Luxemburgo, Países Bajos, Polonia, Portugal, Rumanía, Suecia, Suiza, Turquía, Unión Soviética y Yugoslavia.
El resultado de la votación fue publicado en el número 2072 de France Football, el 24 de diciembre de 1985.

## Sistema de votación
Cada uno de los miembros del jurado elige a los que a su juicio son los cinco mejores futbolistas europeos. El jugador elegido en primer lugar recibe cinco puntos, el elegido en segundo lugar cuatro puntos y así sucesivamente.
De esta forma, se repartieron 390 puntos, siendo 130 el máximo número de puntos que podía obtener cada jugador (en caso de que los 26 miembros del jurado le asignaran cinco puntos).

## Clasificación final
| Puesto | Jugador                  | Equipo                      | Votos | Votos | Votos | Votos | Votos | Votos | Puntos |
| Puesto | Jugador                  | Equipo                      | 1º    | 2º    | 3º    | 4º    | 5º    | Total | Puntos |
| ------ | ------------------------ | --------------------------- | ----- | ----- | ----- | ----- | ----- | ----- | ------ |
| 1º     | Michel Platini           | Juventus                    | 23    | 3     |       |       |       | 26    | 127    |
| 2º     | Preben Elkjær Larsen     | Verona                      | 1     | 13    | 4     | 1     |       | 19    | 71     |
| 3º     | Bernd Schuster           | Barcelona                   | 2     | 3     | 5     | 4     | 1     | 15    | 46     |
| 4º     | Michael Laudrup          | Lazio / Juventus            |       | 3     |       |       | 2     | 5     | 14     |
| 5º     | Karl-Heinz Rummenigge    | Inter de Milán              |       | 1     | 1     | 3     |       | 5     | 13     |
| 6º     | Zbigniew Boniek          | Juventus / Roma             |       |       | 1     | 4     | 1     | 6     | 12     |
| 7º     | Oleg Protásov            | Dnipro Dnipropetrovsk       |       | 1     | 1     | 1     | 1     | 4     | 10     |
| 8º     | Hans-Peter Briegel       | Verona                      |       | 1     | 1     | 1     |       | 3     | 9      |
| 9º     | Bryan Robson             | Manchester United           |       |       | 2     | 1     |       | 3     | 8      |
|        | Rinat Dasáyev            | Spartak Moscú               |       |       | 2     |       | 2     | 4     | 8      |
| 11º    | Rudi Völler              | Werder Bremen               |       |       | 2     |       | 1     | 3     | 7      |
| 12º    | Luis Fernández           | París Saint-Germain         |       | 1     |       |       | 2     | 3     | 6      |
|        | Søren Lerby              | Bayern Munich               |       |       | 1     | 1     | 1     | 3     | 6      |
| 14º    | Rafael Gordillo          | Betis                       |       |       | 1     | 1     |       | 2     | 5      |
|        | Ian Rush                 | Liverpool                   |       |       | 1     | 1     |       | 2     | 5      |
| 16º    | Emilio Butragueño        | Real Madrid                 |       |       | 1     |       | 1     | 2     | 4      |
|        | Fernando Gomes           | FC Porto                    |       |       | 1     |       | 1     | 2     | 4      |
| 18º    | Harald Schumacher        | Colonia                     |       |       | 1     |       |       | 1     | 3      |
|        | John Sivebæk             | Velje / Manchester United   |       |       | 1     |       |       | 1     | 3      |
|        | Neville Southall         | Everton                     |       |       |       | 1     | 1     | 2     | 3      |
| 21º    | Lajos Détári             | Honvéd                      |       |       |       | 1     |       | 1     | 2      |
|        | Alain Giresse            | Girondins Burdeos           |       |       |       | 1     |       | 1     | 2      |
|        | Vahid Halilhodžic        | Nantes                      |       |       |       | 1     |       | 1     | 2      |
|        | Tibor Nyilasi            | Austria Viena               |       |       |       | 1     |       | 1     | 2      |
|        | Peter Reid               | Everton                     |       |       |       | 1     |       | 1     | 2      |
|        | Peter Shilton            | Southampton                 |       |       |       | 1     |       | 1     | 2      |
|        | Graeme Souness           | Sampdoria                   |       |       |       | 1     |       | 1     | 2      |
|        | Pat Jennings             | Arsenal / Tottenham Hotspur |       |       |       |       | 2     | 2     | 2      |
| 29º    | Steve Archibald          | Barcelona                   |       |       |       |       | 1     | 1     | 1      |
|        | Jan Ceulemans            | Brujas                      |       |       |       |       | 1     | 1     | 1      |
|        | Anatoli Demyanenko       | Dinamo Kiev                 |       |       |       |       | 1     | 1     | 1      |
|        | Georgi Dimitrov (Futbol) | CSKA Sofía                  |       |       |       |       | 1     | 1     | 1      |
|        | Gheorghe Hagi            | Sportul Studentesc          |       |       |       |       | 1     | 1     | 1      |
|        | Mark Hateley             | Milan                       |       |       |       |       | 1     | 1     | 1      |
|        | Herbert Prohaska         | Austria Viena               |       |       |       |       | 1     | 1     | 1      |
|        | Gary Stevens             | Everton                     |       |       |       |       | 1     | 1     | 1      |
|        | Andreas Thom             | Dynamo Berlín               |       |       |       |       | 1     | 1     | 1      |
|        | Ladislav Vízek           | Dukla Praga                 |       |       |       |       | 1     | 1     | 1      |

## Curiosidades
- Michel Platini gana por tercera vez consecutiva el Balón de Oro, algo nunca repetido hasta 2011. cuando el argentino Lionel Messi lo igualaría, para un año después superarle.
- Última de las 8 veces consecutivas que aparece Karl-Heinz Rummenigge en la clasificación final del Balón de Oro.